# Li Liweng

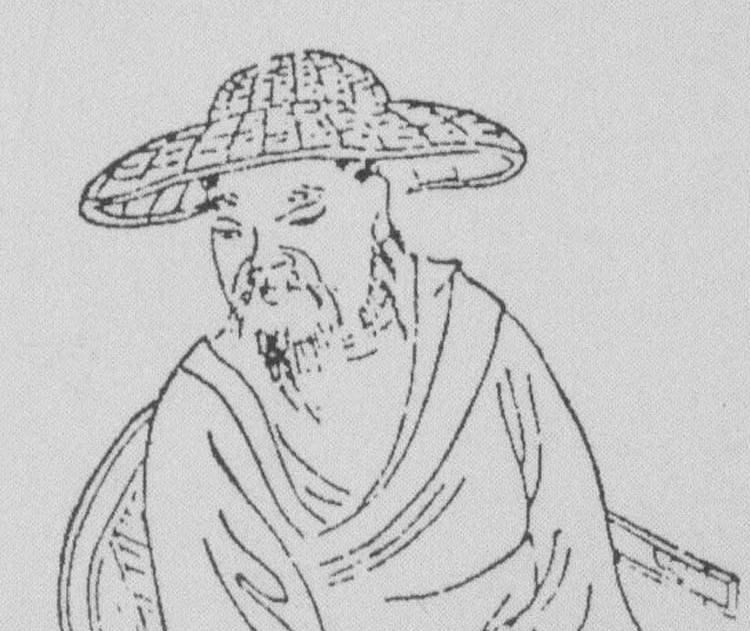
Retrato pintado de Li Liweng.

Li Liweng (李笠翁), o Li Yu (李漁) (Jiangsu, 1611-1680), dramaturgo, poeta, novelista, ensayista y editor chino de la dinastía Qing.
Autor de La alfombrilla de los goces y los rezos (肉蒲團), fue uno de los mejores representantes de los literatos que exaltaban los placeres de la vida y el erotismo. En sus obras trató temas como la homosexualidad o el hedonismo.

## Trayectoria
Nacido en Rugao, en la actual provincia de Jiangsu, vivió en las dinastías Ming tardía y Qing temprana. Aunque pasó la primera etapa del examen imperial, no logró pasar los niveles superiores antes de la agitación política de la nueva dinastía manchú, sino que se dedicó a escribir para el público. Li era actor, productor y director, además de dramaturgo, que viajaba con su propia compañía. Su obra Fēngzhēng wù (風箏 誤, "Errores causados por la cometa") sigue siendo una de las favoritas del escenario de la ópera Kun china. Sus biógrafos lo llaman un "escritor-emprendedor" y el "escritor más versátil y emprendedor de su tiempo".
Li es el presunto autor de Ròu pútuán (肉 蒲團), una comedia bien elaborada y un clásico de la literatura erótica china. También escribió un libro de cuentos llamado Shí'èr lóu (十二樓, "Doce Torres"). En su época, fue muy leído y apreciado por su tema audazmente innovador. Aborda el tema del amor entre personas del mismo sexo en el cuento Cuìyǎ lóu (萃 雅 樓, "Casa de Refinamientos Reunidos"). Este es un tema que vuelve a visitar en la colección Wúshēng xì (無聲 戲, "novelas"). El manual de pintura Jieziyuan Huazhuan fue precedido y publicado por Li en Jinling.
Li también fue conocido por sus ensayos informales, o xiaopin (小品), y por su gastronomía y escritos gastronómicos. Lin Yutang defendió a Li y tradujo varios de estos ensayos. El caprichoso e irónico "Sobre tener estómago" de Li propone que la boca y el estómago "causan todas las preocupaciones y problemas de la humanidad a lo largo de los siglos". Continúa diciendo que "las plantas pueden vivir sin boca y sin estómago, y las rocas y el suelo tienen su ser sin ningún alimento. ¿Por qué, entonces, debemos tener una boca y un estómago y dotarnos de estos dos órganos adicionales?" Lin también tradujo "Cómo ser feliz aunque seas rico" y "Cómo ser feliz aunque seas pobre", y "Las artes de dormir, caminar, sentarse y pararse", que ilustran su enfoque satírico de temas serios.

## Traducciones
- La alfombrilla de los goces y los rezos. Traducción del inglés de Iris Menéndez. Prólogo y notas de Patrick Hanan. Círculo de Lectores. Barcelona, 2000. ISBN 84-226-7102-6.
- La alfombrilla de los goces y los rezos. Colección La sonrisa vertical. Tusquets Editores. Barcelona, 1992. ISBN 84-7223-468-1